# Viareggio Beach Soccer 2011
Questa voce raccoglie le informazioni riguardanti del Viareggio Beach Soccer nelle competizioni ufficiali della stagione 2011.

## Stagione
Perde la semifinale di coppa Italia, arrivando terzo vincendo la finalina di consolazione. Quinto posto in campionato.

## Maglie e sponsor
Lo sponsor principale per la stagione 2011 è Delta Service.
Lo sponsor tecnico per la stagione 2011 è Pissei.
| 1ª divisa | 2ª divisa |

## Organigramma societario
- Presidente: Stefano Santini
- Vicepresidente:
- Direttore generale:
- Direttore tecnico:
- Segretaria:
- Addetto stampa:

## Organico

### Staff tecnico
- 1º Allenatore:  Stefano Santini
- 2º Allenatore:  Massimo Belluomini
- Prep. atletico:  Andrea Ferrari.
- Prep. portieri:  Emiliano Diridoni
- Direttore Sportivo:  Giansimone Leonildi